# Duimpalpje
Het duimpalpje (Gongylidiellum murcidum) is een spinnensoort in de taxonomische indeling van de hangmatspinnen (Linyphiidae).
Het dier komt uit het geslacht Gongylidiellum. Gongylidiellum murcidum werd in 1884 beschreven door Eugène Simon.